# مالایا نیسوگورا
مالایا نیسوگورا (به لاتین: Malaya Nisogora) یک منطقهٔ مسکونی در روسیه است که در استان آرخانگلسک واقع شده‌است.